# Erwin Baum
Friedrich Louis Erwin Baum (Rauschwitz, 25 febbraio 1868 – Rauschwitz, 22 marzo 1950) è stato un politico tedesco.
Dal 1930 fino a 1932 ricoprì la carica di primo ministro della Turingia, presiedendo il primo governo di uno stato federale della Repubblica di Weimar contenente ministri del Partito Nazista.

## Vita e carriera
Figlio del proprietario terriero Constantin Baum e della moglie Emilie Brendel, il giovane Erwin lavorò nell'azienda di famiglia e in seguito ereditò la proprietà paterna. Si impegnò nella federazione degli agricoltori (Bund der Landwirte o Landbund) durante il secondo Reich tedesco. Nel 1913 venne eletto deputato del Landtag  (parlamento) del Ducato di Sassonia-Altenburg.
Dopo la prima guerra mondiale e la fine delle monarchie tedesche, il piccolo ducato diventò parte del neofondato Land della Turingia. Come deputato del Landtag durante la Repubblica di Weimar, Baum faceva parte della coalizione comprendente i partiti di destra DNVP e DVP e il partito liberale DDP. Nel 1928 diventò presidente del Partito Cristiano-Nazionale dei Contadini e dei Rurali. Erwin Baum fu Ministro presidente della Turingia dal 23 gennaio 1930 al 7 luglio 1932, formando per necessità politica il primo governo in Germania che conteneva i nazisti del NSDAP; ad esempio Wilhelm Frick, uno dei primi sostenitori di Hitler, fu nominato ministro degli interni e dell′istruzione pubblica.
Durante il suo mandato tuttavia Baum rifiutò la proposta del ministro Frick di nominare Hitler per una cattedra di professore di storia dell′arte, al fine di garantirgli la cittadinanza tedesca (Hitler era ancora infatti nominalmente austriaco). Inoltre impedì il licenziamento di ufficiali e dipendenti pubblici anti-nazisti e l′installatione di altri leali a Frick e Hitler. Durante il suo mandato Baum e Frick giunsero più volte allo scontro frontale, spesso quando quest'ultimo tentava di promuovere funzionari nazionalsocialisti a posizioni di rilievo rimuovendo quelli non allineati. Un esempio famoso fu la nomina di Paul Schultze-Naumburg come direttore della scuola statale d'arte Bauhaus.
Nonostante l'esperienza burrascosa per i nazisti, secondo alcuni storici la loro partecipazione al governo della Turingia funse da modello per numerosi altri governanti dopo la presa del potere in tutta la Germania nel 1933, quando Frick diventò Ministro degli Interni del Reich. Il 7 luglio 1932 Baum fu infine sostituito come Ministro presidente dal nazista Fritz Sauckel; durante il periodo del nazionalsocialismo (1933-1945) e successivamente alla seconda guerra mondiale Baum si tenne lontano dalla politica, morendo nel 1950.

## Analisi contemporanee
Nel 2020 Thomas Kemmerich è stato eletto premier del parlamento della Turingia con i voti di CDU, FDP e AfD, pertanto, per la prima volta dal 1945, un capo di governo tedesco è stato eletto con i voti dell'estrema destra. In virtù di ciò, alcuni osservatori hanno tracciato parallelismi con la formazione del governo Baum nel 1930. Anche Bodo Ramelow, predecessore e successore di Kemmerich alla carica, ha pubblicamente fatto questo confronto storico.